# 王世隆
王世隆（15世紀—16世紀），字晉叔，湖廣都司辰州衛軍籍，湖廣辰州府沅陵縣人，明朝政治人物。

## 生平
王世隆是正德二年（1507年）丁卯科湖廣鄉試舉人，嘉靖五年（1526年）丙戌科進士，授刑部主事，多次平反案件，陞兵部車駕司員外郎，十二年（1533年）出為山西按察司僉事，陞貴州按察司副使，回鄉後興建大酉妙華書院，聚集學生講課，湛若水為書院寫下匾額，著有《洞庭髯龍集》流傳，死後入祀鄉賢祠。

## 引用
1. ↑  楊正顯〈王陽明佚詩文輯釋(二)〉，《中國文哲研究通訊》，31卷1期，頁137-154。
2. 1 2  光緒《沅陵縣志·卷三十·人物》：王世隆，少英敏強記，為文援筆立就，年十七中正德丁卯舉人，嘉靖丙戌進士，授刑部主事，讞議精詳多所平反，厯陞貴州副使有風裁，既歸搆大酉妙華書院，集諸生講業其中，湛甘泉為銘其堂，著有《洞庭髯龍集》行世，祀鄉賢祠。 舊志 省志 府志
3. ↑  《明世宗肅皇帝實錄·卷一百五十七》：（嘉靖十二年十二月庚寅）陞兵部車駕司員外郎王世隆、禮部祠祭司員外郎孫昂俱為按察司僉事，世隆山西，昂四川。